# Famille Berlendis
 (août 2024).
La famille Berlendis (ou Berlendi) est une famille patricienne de Venise, originaire de Bergame.

## Historique

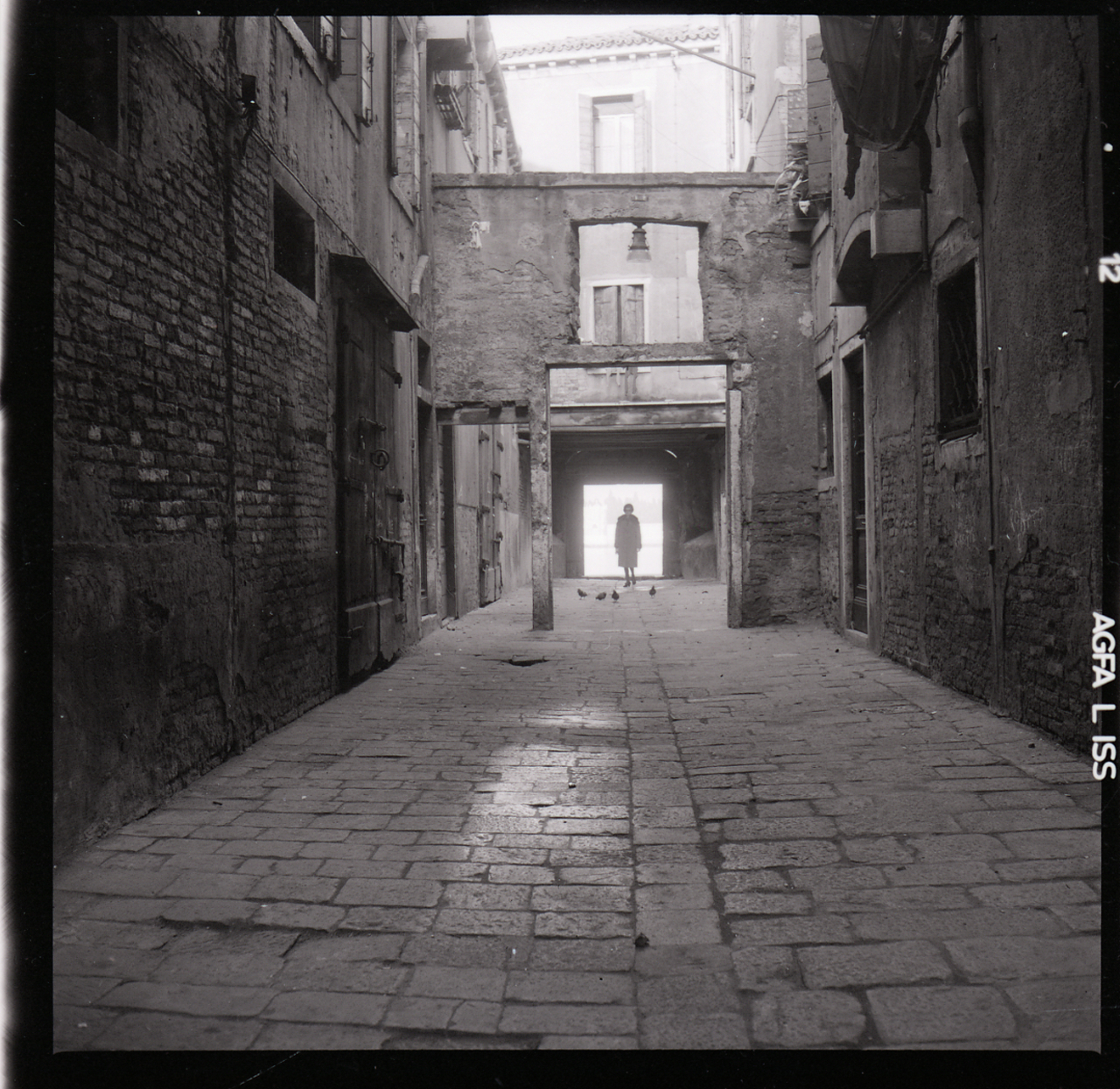
Corte Berlendis à Cannaregio (1970)

Elle s'acquitta de la taxe de 100 000 ducats pour la guerre de Candie en 1661 pour accéder à la noblesse de Venise.

## Armes

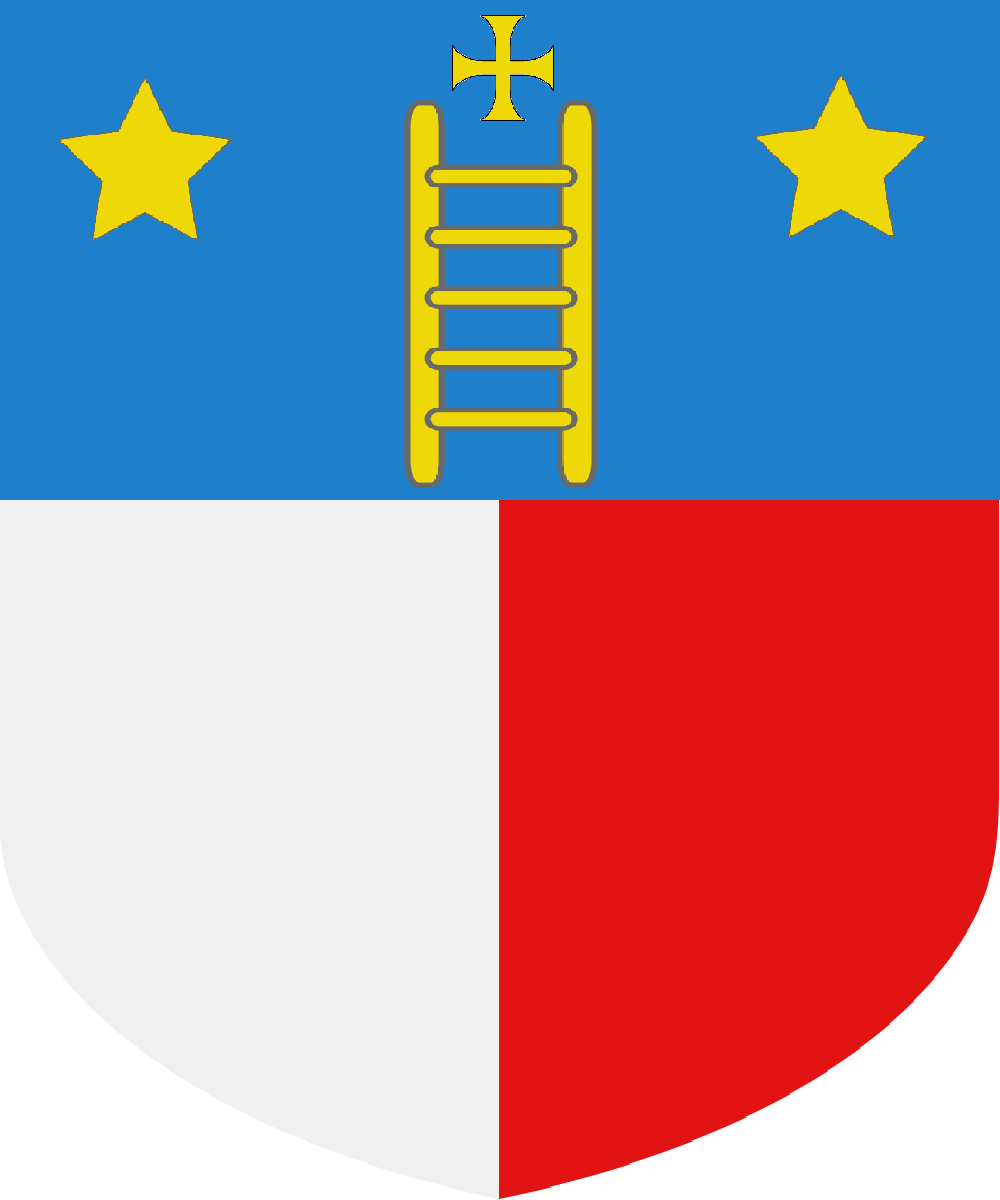
Armes des Berlendis

## Personnalités
- Giacomo, en raison de sa résistance contre les Turcs et les Uscocchi en 1615 que le Sénat l'honora de la charge de surintendant général de l'artillerie;
- Giulio, évêque de Belluno, admis au Conseil avec son frère Camillo en 1662 pour le zèle montré à secourir la République en temps de besoins urgents.
- Nicolò, fils de Camillo, podestat et capitaine des Trévisans; mort en 1772, il fut enterré en l'église Santa Margherita avec épigraphe illustré par le Cigogne.

## Pour approfondir